# فيلس غاتي (نيويورك)
فيلس غاتي (بالإنجليزية: Vails Gate CDP, New York)‏ هي منطقة سكنية تقع بولاية نيويورك في الولايات المتحدة. تبلغ مساحتها 2.6 كم2، وترتفع عن سطح البحر 86 م، بلغ عدد سكانها 3,369 نسمة في عام 2010 حسب إحصاء مكتب تعداد الولايات المتحدة وتصل الكثافة السكانية فيها 1,295.8 نسمة لكل كيلومتر مربع (3,356.1/ميل2).

## التركيبة السكانية
حدّد مكتب تعداد الولايات المتحدة بيانات التركيبة السكانية لفيلس غاتي في تعداد الولايات المتحدة. في ما يلي، التركيبة السكانية حسب تعدادي 2000 و2010.

### تعداد عام 2000
بلغ عدد سكان فيلس غاتي 3,319 نسمة بحسب تعداد عام 2000، وبلغ عدد الأسر 1,421 أسرة وعدد العائلات 861 عائلة مقيمة في المنطقة السكنية. في حين سجلت الكثافة السكانية 1,276.5 نسمة لكل كيلومتر مربع (3,306.1/ميل2). وبلغ عدد الوحدات السكنية 1,459 وحدة بمتوسط كثافة قدره 561.2 لكل كيلومتر مربع (1,453.5/ميل2).
وتوزع التركيب العرقي للمنطقة السكنية بنسبة 72.34% من البيض و11.87% من الأمريكيين الأفارقة و0.39% من الأمريكيين الأصليين و4.19% من الأمريكيين ذوي الأصول الآسيوية و7.17% من الأعراق الأخرى و4.04% من عرقين مختلطين أو أكثر و19.31% من الهسبانيون أو اللاتينيون من أي عرق.
بلغ عدد الأسر 1,421 أسرة كانت نسبة 31.3% منها لديها أطفال تحت سن الثامنة عشر تعيش معهم، وبلغت نسبة الأزواج القاطنين مع بعضهم البعض 43.4% من أصل المجموع الكلي للأسر، ونسبة 11.7% من الأسر كان لديها معيلات من الإناث دون وجود شريك،  بينما كانت نسبة 5.5% من الأسر لديها معيلون من الذكور دون وجود شريكة وكانت نسبة 39.4% من غير العائلات. تألفت نسبة 32.4% من أصل جميع الأسر من عدة أفراد يعيشون في نفس المنزل ونسبة 12.5% كانت تتألف من شخص يعيش بمفرده يبلغ من العمر 65 عاماً أو أكثر. وبلغ متوسط حجم الأسرة المعيشية 2.34، أما متوسط حجم العائلات فبلغ 2.98.
بلغ العمر الوسطي للسكان 37.8 عاماً. وكانت نسبة 23% من القاطنين تحت سن الثامنة عشر، وكانت نسبة 6.9% بين الثامنة عشر والرابعة والعشرين عاماً، ونسبة 31.2% كانت واقعةً في الفئة العمرية ما بين الخامسة والعشرين والرابعة والأربعين عاماً، ونسبة 22.7% كانت ما بين الخامسة والأربعين والرابعة والستين، ونسبة 16.2% كانت ضمن فئة الخامسة والستين عاماً فما فوق. يوجد لكل 100 أنثى 91.6 ذكر، ويوجد لكل 100 أنثى في الثامنة عشر من عمرها فما فوق 88.6 ذكر.
بلغ متوسط دخل الأسرة في المنطقة السكنية 39,851 دولارًا، أما متوسط دخل العائلة فبلغ 44,485 دولارًا. وكان متوسط دخل الذكور 38,636 دولارًا مقابل 31,019 دولارًا للإناث. وسجل دخل الفرد الخاص بالمنطقة السكنية 22,967 دولارًا. وكانت نسبة 7.8% من العائلات ونسبة 10.4% من السكان تحت خط الفقر، وكان من هؤلاء نسبة 12.3% تحت سن الثامنة عشر ونسبة 1.9% في الخامسة والستين من العمر وما فوق.

### تعداد عام 2010
بلغ عدد سكان فيلس غاتي 3,369 نسمة بحسب تعداد عام 2010، وبلغ عدد الأسر 1,460 أسرة وعدد العائلات 833 عائلة مقيمة في المنطقة السكنية. في حين سجلت الكثافة السكانية 1,295.8 نسمة لكل كيلومتر مربع (3,356.1/ميل2). وبلغ عدد الوحدات السكنية 1,566 وحدة بمتوسط كثافة قدره 602.3 لكل كيلومتر مربع (1,559.9/ميل2).
وتوزع التركيب العرقي للمنطقة السكنية بنسبة 61.74% من البيض و16.50% من الأمريكيين الأفارقة و0.21% من الأمريكيين الأصليين و6.35% من الأمريكيين ذوي الأصول الآسيوية و0.06% من سكان جزر المحيط الهادئ و10.92% من الأعراق الأخرى و4.21% من عرقين مختلطين أو أكثر و26.18% من الهسبانيون أو اللاتينيون من أي عرق.
بلغ عدد الأسر 1,460 أسرة كانت نسبة 29.7% منها لديها أطفال تحت سن الثامنة عشر تعيش معهم، وبلغت نسبة الأزواج القاطنين مع بعضهم البعض 35.5% من أصل المجموع الكلي للأسر، ونسبة 15.7% من الأسر كان لديها معيلات من الإناث دون وجود شريك،  بينما كانت نسبة 5.9% من الأسر لديها معيلون من الذكور دون وجود شريكة وكانت نسبة 42.9% من غير العائلات. تألفت نسبة 36.3% من أصل جميع الأسر من عدة أفراد يعيشون في نفس المنزل ونسبة 14.4% كانت تتألف من شخص يعيش بمفرده يبلغ من العمر 65 عاماً أو أكثر. وبلغ متوسط حجم الأسرة المعيشية 2.30، أما متوسط حجم العائلات فبلغ 3.03.
بلغ العمر الوسطي للسكان 38.3 عاماً. وكانت نسبة 22.1% من القاطنين تحت سن الثامنة عشر، وكانت نسبة 8.5% بين الثامنة عشر والرابعة والعشرين عاماً، ونسبة 28.4% كانت واقعةً في الفئة العمرية ما بين الخامسة والعشرين والرابعة والأربعين عاماً، ونسبة 24.1% كانت ما بين الخامسة والأربعين والرابعة والستين، ونسبة 16.8% كانت ضمن فئة الخامسة والستين عاماً فما فوق. وتوزع التركيب الجنسي للسكان بنسبة 46.5% ذكور و53.5% إناث.